# Hausgrund
Die Hofschaft Hausgrund ist ein Ortsteil der Gemeinde Lindlar, Oberbergischen Kreis im Regierungsbezirk Köln in Nordrhein-Westfalen (Deutschland).

## Lage und Beschreibung
Hausgrund mit etwa 20 Einwohnern liegt westlich von Lindlar und von Linde an der Gemeinde- und Kreisgrenze zu Kürten im Rheinisch-Bergischen Kreis. Diese Grenze bildet die Kürtener Sülz, die bei Hausgrund den Olpebach aufnimmt.

## Geschichte
Der Hof Hausgrund war einstmals im Besitz von Ministerialen des Bergischen Adels und landtagsfähiger Rittersitz im Herzogtum Berg. Das zweiflügelige Herrenhaus brannte um 1850 nieder. Um 1900 sollen noch das Kellergeschoss und Reste eines runden Turmes am Sülzbach vorhanden gewesen sein.
Carl Friedrich von Wiebeking benennt die Hofschaft auf seiner Charte des Herzogthums Berg 1789 als H. Grund. Aus ihr geht hervor, dass der Ort zu dieser Zeit Teil der Honschaft Ommer im Unteren Kirchspiel Lindlar war.
Der Ort ist auf der Topographischen Aufnahme der Rheinlande von 1825 als Haus Grund verzeichnet. Die Preußische Uraufnahme von 1840 zeigt den Wohnplatz unter dem Namen Hausgrund. Ab der Preußischen Neuaufnahme von 1894/96 ist der Ort auf Messtischblättern regelmäßig als Hausgrund verzeichnet.
Der 1845 laut der Uebersicht des Regierungs-Bezirks Cöln als Hof und Pulvermühle kategorisierte und als Grund bezeichnete Ort besaß zu dieser Zeit vier Wohngebäude mit 21 Einwohnern. Die Gemeinde- und Gutbezirksstatistik der Rheinprovinz führt Hausgrund 1871 mit sechs Wohnhäusern und 35 Einwohnern auf. Im Gemeindelexikon für die Provinz Rheinland von 1888 werden für Hausgrund sieben Wohnhäuser mit 46 Einwohnern angegeben. 1895 besitzt der Ort sieben Wohnhäuser mit 47 Einwohnern und gehörte konfessionell zum katholischen Kirchspiel Linde, 1905 werden acht Wohnhäuser und 43 Einwohner angegeben.

## Busverbindungen
Haltestelle Hommerich:
- VRS (OVAG) Linie 335 Scheel – Frielingsdorf – Lindlar – Linde – Biesfeld – Bergisch Gladbach

Haltestelle Hausgrund:
- VRS (KWS) Linie 401 Industriegebiet Klause – Lindlar – Schmitzhöhe – Kürten Schulzentrum
- VRS (KWS) Linie 408 Kürten – Offermannsheide – Biesfeld – Kürten
- VRS (KWS) Linie 412 Hommerich – Eichhof – Biesfeld